# Ріо-Буено (комуна)
Ріо-Буено (ісп. Río Bueno) — місто в Чилі. Адміністративний центр однойменної комуни. Населення — 15 054 особи (2002). Місто і комуна входить до складу провінції Ранко і регіону Лос-Ріос.
Територія комуни — 2211,70 км². Чисельність населення - 32 248 осіб (2007). Щільність населення - 14,58 чол./км².

## Розташування
Місто розташоване за 61 км на південь від адміністративного центру області міста Вальдивія та за 12 км на південний схід від адміністративного центру провінції міста Ла-Уніон на південному березі річки Ріо-Буено.
Комуна межує:
- на північному сході — з комуною Лаго-Ранко
- на сході — з провінцією Неукен (Аргентина)
- на південному сході - з комуною Лаго-Ранко
- на півдні - з комуною Пуєуе
- на заході — з комунами Сан-Пабло
- на північному заході — з комуною Ла-Уніон

## Демографія
Згідно з даними, зібраними під час перепису Національним інститутом статистики, населення комуни становить 32 248 осіб, з яких 16 106 чоловіків та 16 142 жінки.
Населення комуни становить 8,63% від загальної чисельності населення регіону Лос-Ріос. 57,33% відноситься до сільського населення і 42,67% до міського.